# Allemanche-Launay-et-Soyer
Allemanche-Launay-et-Soyer település Franciaországban, Marne megyében. Lakosainak száma 118 fő (2022. január 1.). Allemanche-Launay-et-Soyer La Chapelle-Lasson, Baudement, Saint-Quentin-le-Verger, Villeneuve-Saint-Vistre-et-Villevotte, Marsangis és Anglure községekkel határos.

## Népesség
A település népességének változása:
| Lakosok száma | 123  | 133  | 126  | 104  | 102  | 103  | 111  | 117  | 117  | 118  |
|               | 1968 | 1982 | 1990 | 2006 | 2013 | 2015 | 2017 | 2019 | 2020 | 2022 |